# Gopamau
Gopamau é uma cidade e uma nagar panchayat no distrito de Hardoi, no estado indiano de Uttar Pradesh.

## Geografia
Gopamau está localizada a 27° 33′ N, 80° 17′ L. Tem uma altitude média de 143 metros (469 pés).

## Demografia
Segundo o censo de 2001, Gopamau tinha uma população de 12,604 habitantes. Os indivíduos do sexo masculino constituem 54% da população e os do sexo feminino 46%. Gopamau tem uma taxa de literacia de 37%, inferior à média nacional de 59.5%: a literacia no sexo masculino é de 44% e no sexo feminino é de 30%. Em Gopamau, 19% da população está abaixo dos 6 anos de idade.